# Église Saint-Blaise de Nivolas-Vermelle
Pour les articles homonymes, voir Église Saint-Blaise.
La chapelle Notre-Dame, ancienne église Saint-Blaise, est une chapelle du XIIe siècle à Nivolas-Vermelle, dans le département de l'Isère. Elle est labellisée Patrimoine en Isère.

## Historique
Cette église est l'ancienne église paroissiale de l'ancienne commune de Vermelle.
Une église est mentionnée à Vermelle dans les sources dès 1113. Le chœur de plan carré semble remonter à la seconde moitié du XIIe siècle quand la chapelle qui lui est accolé au sud remonte à la fin du XVe siècle ou au début du XVIe siècle. Le reste de l'édifice, nef et chapelle nord, date du début du XIXe siècle.
L'ancienne église paroissiale dédiée à saint Blaise est devenue une simple chapelle dédiée à Notre-Dame, elle est entourée de son ancien cimetière.